# You're Tuff Enough
You're Tuff Enough è un album di Junior Wells, pubblicato dalla Blue Rock Records nel novembre del 1968.

## Tracce
Lato A
1. You're Tuff Enough – 2:27 (Jack Daniels, Johnny Moore)
2. It's All Soul – 2:05 (Jack Daniels, Johnny Moore)
3. Gonna Cramp Your Style – 2:06 (Jack Daniels, Johnny Moore)
4. Where Did I Go Wrong? – 3:05 (Jack Daniels, Johnny Moore)
5. That'll Hold Me – 2:15 (Jack Daniels, Johnny Moore, Pea Vee Smith, Don Juan)
6. Sweet Darling Think It Over – 2:22 (Jack Daniels, Johnny Moore)

Lato B
1. Up in Heah – 2:00 (Jack Daniels, Johnny Moore)
2. You're the One – 3:20 (Deadric Malone)
3. You Ought to Quit That – 2:07 (Jack Daniels, Johnny Moore, Pea Vee Smith)
4. Messing with the Kid – 2:10 (Mel London)
5. The Hippies Are Trying – 4:09 (Jack Daniels, Johnny Moore)
6. Junior's Groove – 2:15 (Jack Daniels, Johnny Moore)

Edizione CD del 1988, pubblicato dalla Mercury Records
1. You're Tuff Enough – 2:19 (Jack Daniels, Johnny Moore)
2. It's All Soul – 2:25 (Jack Daniels, Johnny Moore)
3. Gonna Cramp Your Style – 2:07 (Jack Daniels, Johnny Moore)
4. Where Did I Go Wrong – 3:06 (Jack Daniels, Johnny Moore)
5. That'll Hold Me – 2:17 (Jack Daniels, Johnny Moore, Pea Vee Smith, Don Juan)
6. Sweet Darling Think It Over – 2:22 (Jack Daniels, Johnny Moore)
7. Up in Heah – 2:01 (Jack Daniels, Johnny Moore)
8. You're the One – 3:20 (Deadric Malone)
9. You Ought to Quit That – 2:08 (Jack Daniels, Johnny Moore, Pea Vee Smith)
10. Messing with the Kid – 2:11 (Mel London)
11. The Hippies Are Trying – 4:09 (Jack Daniels, Johnny Moore)
12. Junior's Groove – 2:14 (Jack Daniels, Johnny Moore)
13. Girl You Lit My Fire – 1:59 (Johnny Moore, Willie Weems) – Pubblicato come singolo Blue Rock 4062B
14. It's a Man Down There – 2:08 (George Crockett, Jack Daniels) – Pubblicato come singolo Blue Rock 4062A
15. I'm Your Gravy Train – 2:22 (Autore sconosciuto) – Brano inedito
16. Leave My Woman Alone – 2:53 (Vea Pea Smith) – Pubblicato come singolo Blue Rock 4075B
17. I Can't Stand No Signifying – 2:48 (Jack Daniels, Johnny Moore) – Pubblicato come singolo Blue Rock 4075A
18. I Just Wanna Groove – 2:43 (Autore sconosciuto) – Brano inedito
19. You Better Watch Yourself – 2:09 (Walter Jacobs) – Brano inedito
20. What Is That You Got – 2:07 (Jack Daniels, Johnny Moore) – Brano inedito
21. Another Mule Kicking in Your Stall – 3:28 (McKinley Morganfield) – Pubblicato come singolo Blue Rock 4085B
22. Party Power – 2:14 (Jack Daniels, Johnny Moore, Morris Vaughn) – Pubblicato come singolo Blue Rock 4085A

- Brani 1-12 registrati nel 1968
- Brani 13 e 14 registrati nell'agosto 1968
- Brano 15 registrato nell'agosto 1968
- Brani 16, 17, 18 e 19 registrati nel novembre 1968
- Brani 20 e 21 registrati nell'aprile 1969
- Brano 22 registrato nel maggio 1969

## Musicisti
- Junior Wells - voce, armonica
- altri musicisti sconosciuti